# استفان اورسکوگ
استفان اورسکوگ (سوئدی: Stefan Örnskog؛ زادهٔ ۴ آوریل ۱۹۶۹) بازیکن هاکی روی یخ اهل سوئد بود.
از افتخارات وی میتوان به کسب مدال طلا در بازی‌های المپیک زمستانی ۱۹۹۴ اشاره کرد.